# Stavby kyrka
Stavby kyrka är församlingskyrka i Stavby församling i Uppsala stift. Kyrkan ligger i Stavby utmed länsväg 288 mellan Uppsala och Gimo.

## Kyrkobyggnaden
Kyrkan är en salkyrka byggd av gråsten. Vid norra sidan finns en sakristia och vid södra sidan ett vapenhus. Taken är belagda med träspån. Ytterväggarna är spritputsade och gulmålade. I södra ytterväggen sitter en välbevarad runsten från omkring 1100 med dekor i Urnes-stil och en bön till Kristus.

### Tillkomst och ombyggnader
Kyrkobyggnadens äldsta delar är sakristian och långhusets östra del som uppfördes någon gång mellan 1250 och 1350. Under 1400-talet försågs långhusets innertak med ribbvalv av tegel som ersatte ett tunnvalv av trä. Kalkmålningar tillkom på 1490-talet. Av målningarnas stil att döma är de troligen utförda av Albertus Pictors verkstad. Under 1400-talet försågs långhuset med en smalare tillbyggnad i väster. Tillbyggnadens tjocka väggar antyder att den är ett ofullbordat torn. Vapenhuset tillkom troligen under slutet av medeltiden. En restaurering genomfördes 1928-1929 då kalkmålningarna togs fram igen efter att ha varit överkalkade.

## Inventarier
- Dopfunten är tillverkad av skär- och gråfläckig sandsten och härstammar från 1400-talet.
- I koret finns en fyrsitsig korbänk i ek från medeltiden.
- Predikstolen i senbarock är skänkt till kyrkan 1748.
- Altaruppsatsen är tillverkad 1740 och ombyggd 1781.

### Orgel
- 1731 byggde Daniel Stråhle en orgel med fyra stämmor till kyrkan. Orgeln förärades av general Anders Gyllenclou och Christina Magdalena Lagercrona.

| Manual        |
| Principal 2´  |
| Salicional 2' |
| Gedackt 2'    |
| Mixtur II     |

- 1759 byggde Carl Holm i Uppsala om orgeln till åtta stämmor. Ombyggnationen bekostades av baron Anders Adolph Lagercrona.[1]

| Manual       | Pedal      |
| Principal 4' | Gedackt 2' |
| Gedackt 4'   | Kvinta 2'  |
| Oktava 2'    | Trumpet 4' |
| Tertian 2'   |            |
| Kvinta 2'    |            |

- 1838-39 byggde Pehr Gullbergson i Lillkyrka en ny orgel med nio stämmor.
- Den nuvarande orgeln byggdes 1929 av Åkerman & Lunds Nya Orgelfabrik AB i Sundbybergs stad och är pneumatisk med rooseveltlådor. Fasaden är kvar från 1838-39 års orgel. Den har ett tonomfång på 56/30 och 4 fasta kombinationer samt registersvällare. Orgeln renoverades och tillbyggdes 1961 samt renoverades på nytt 1982.

| Huvudverk I          | Svällverk II      | Pedal        | Koppel   |
| Principal 8´         | Salicional 8´     | Subbas 16´   | I/P      |
| Gedackt 8´           | Rörflöjt 8´       | Gedackt 8´   | II/P     |
| Oktava 4'            | Principal 4'      | Tvärflöjt 4' | II/I     |
| Waldflöjt 2'         | Svegel 2'         |              | 1 4'     |
| Mixtur III-IV 1 1/3' | Larigot 1 1/3'    |              | II 16'/I |
| Trumpet 8'           | Crescendosvällare |              | II 16'   |

## Omgivning
Mellan kyrkan och gamla landsvägen ligger ett gravfält av yngre järnålderstyp med en storhög. Söder om kyrkogården står klockstapeln med rödfärgad panel. År 1800 fick stapeln sin nuvarande utformning. I stapeln hänger två kyrkklockor som enligt inskrift är gjutna av Meyer i Stockholm. Storklockan är gjuten år 1655 och lillklockan år 1752. Kyrkogården är omgiven av en gråstensmur som en gång i tiden var försedd med tak. I södra kyrkogårdsmuren finns en murad stiglucka från 1400-talet. Ännu en stiglucka har funnits och fanns troligen i kyrkogårdsmurens nordöstra del. I norra muren finns liten knuttimrad loftbod, med rödfärgad panelfasad. Boden bedöms vara Upplands enda kvarvarande timrade tiondebod.

## Bildgalleri

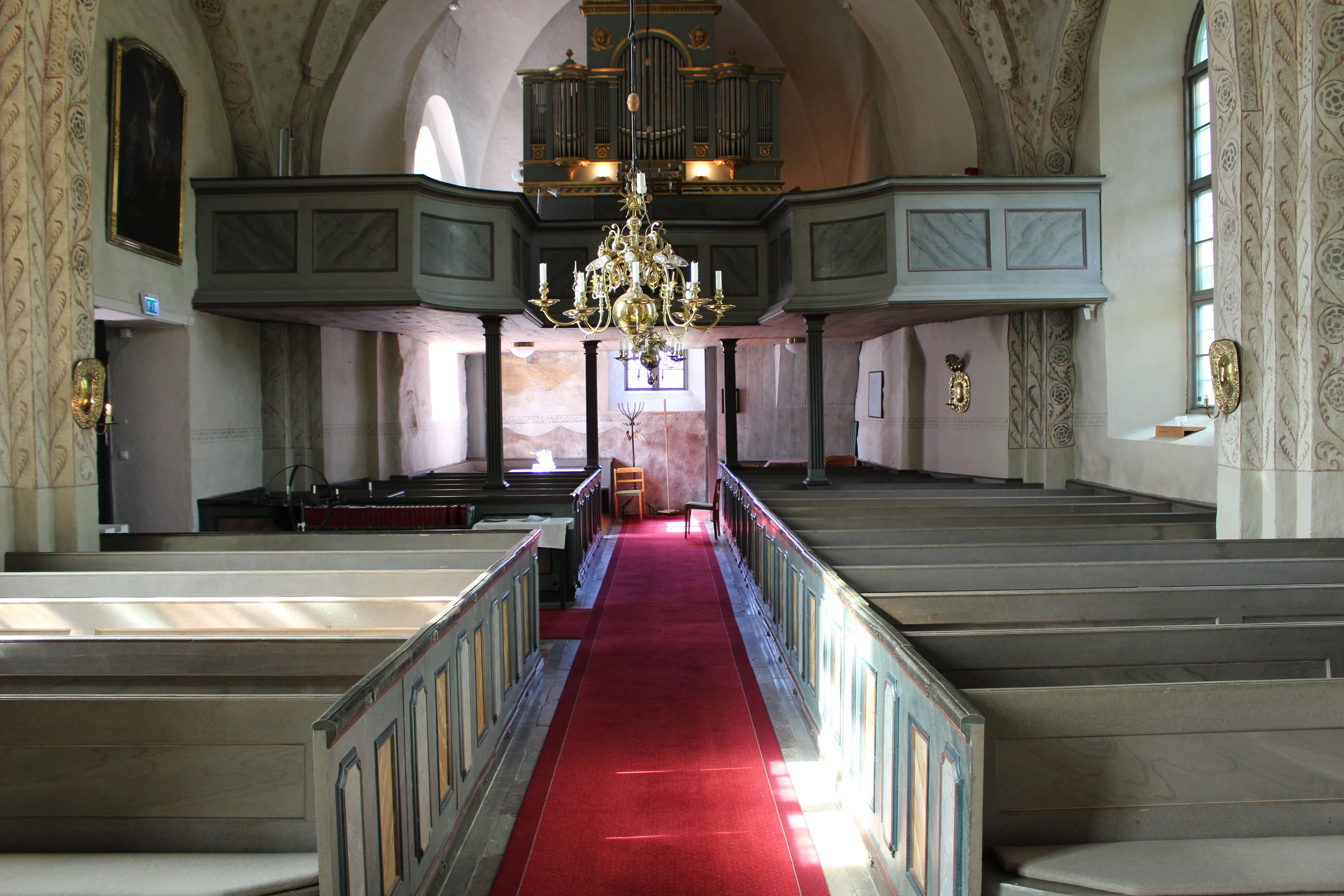
Kyrkorum mot orgelläktare
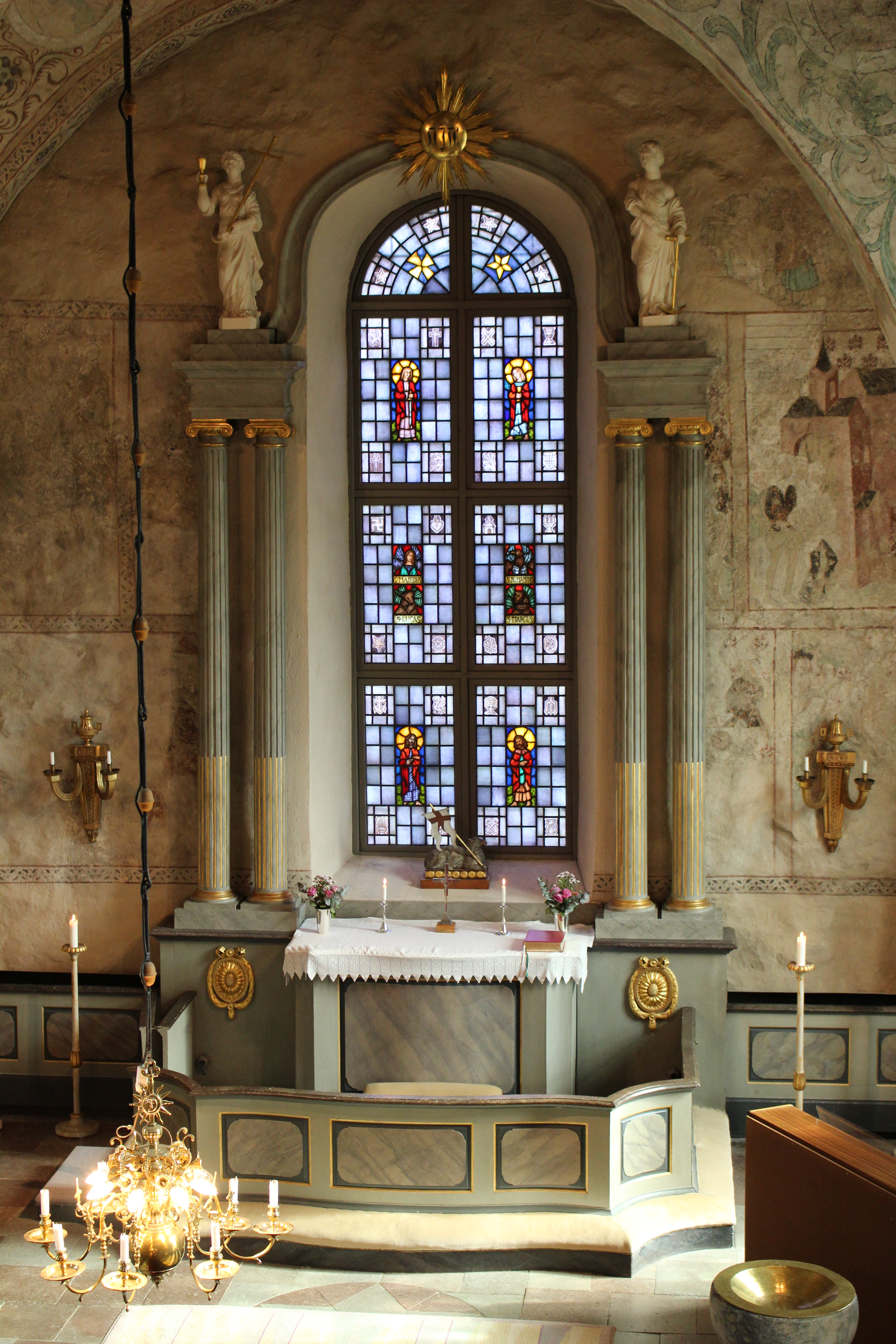
Kor och altare
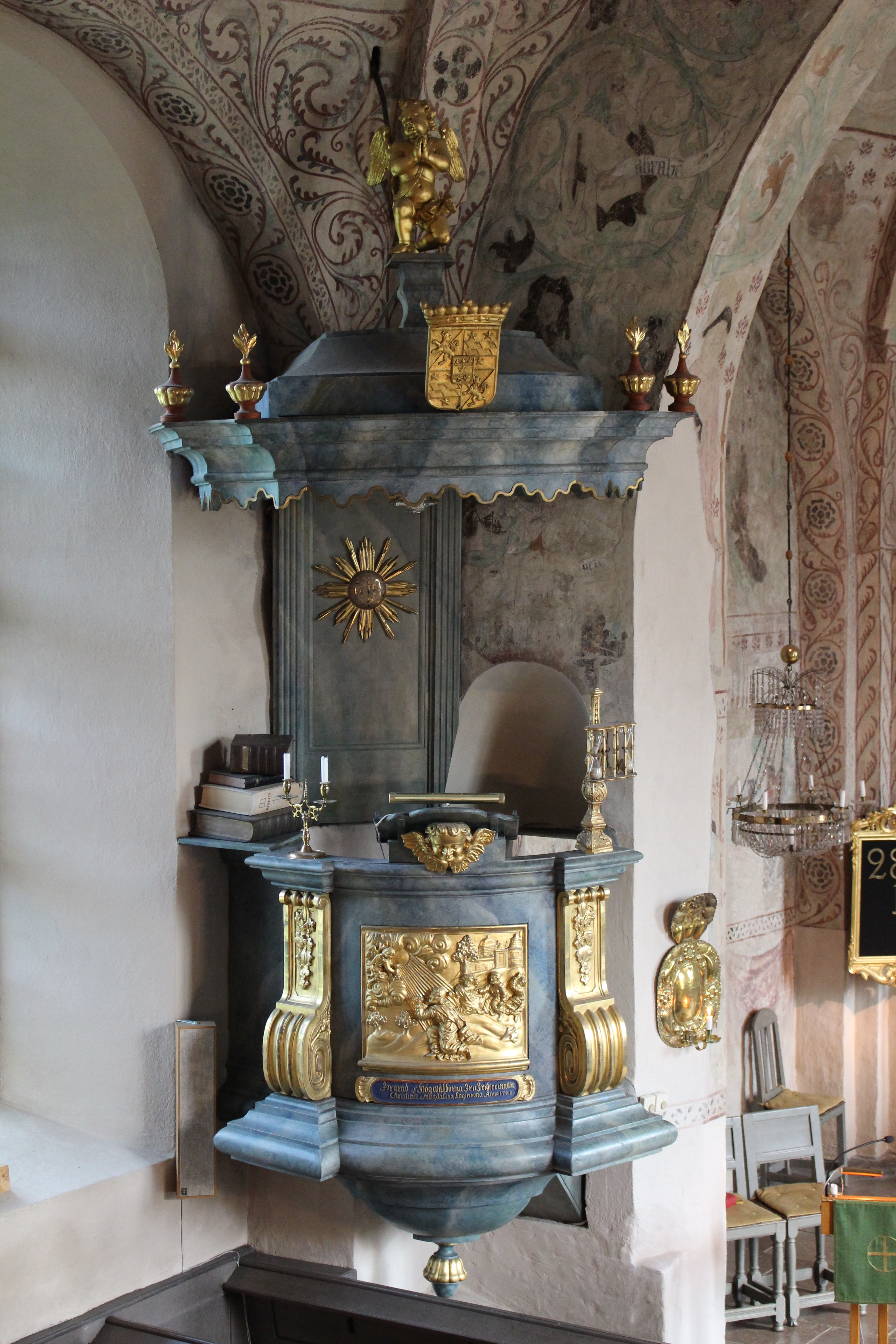
Predikstol
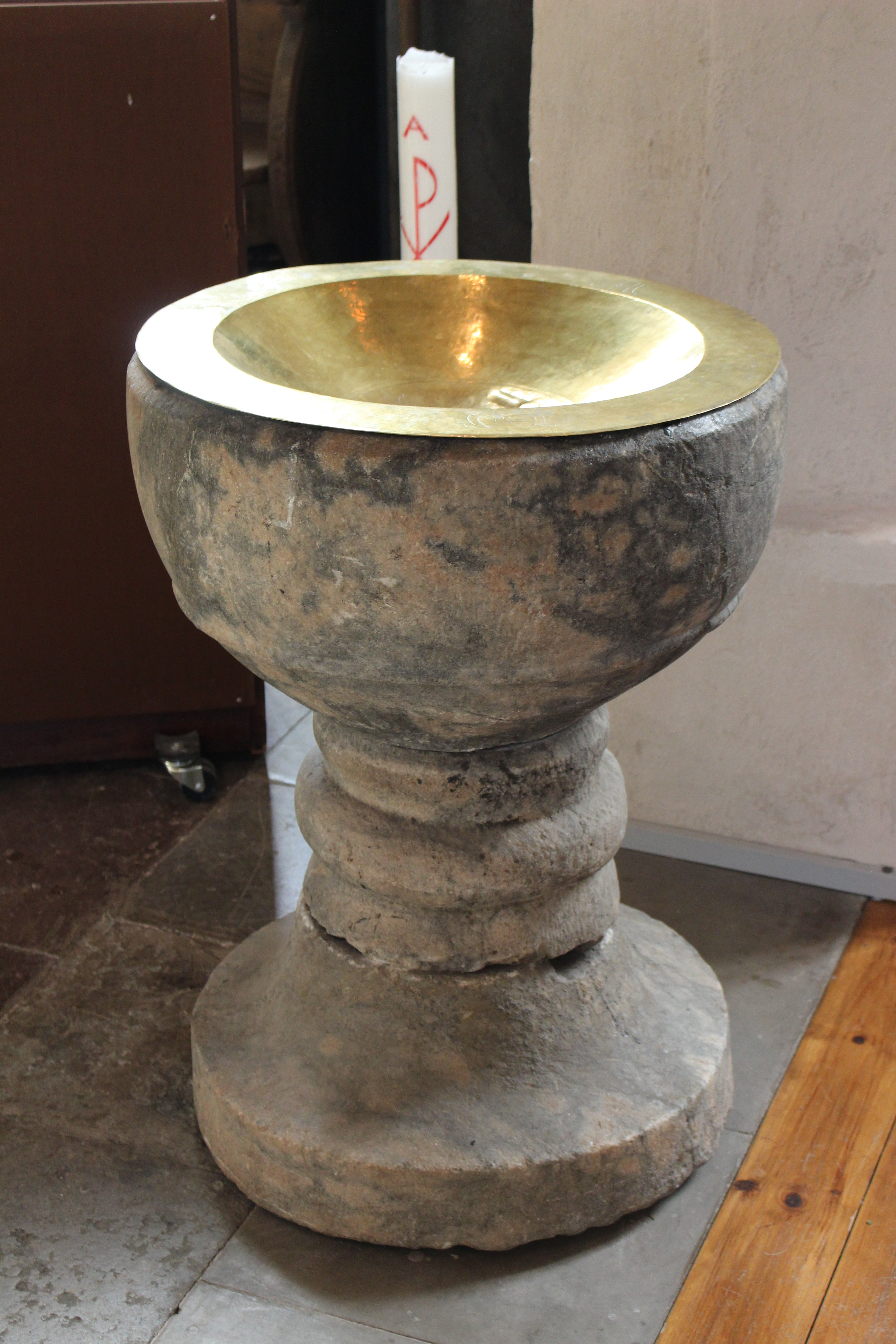
Dopfunt
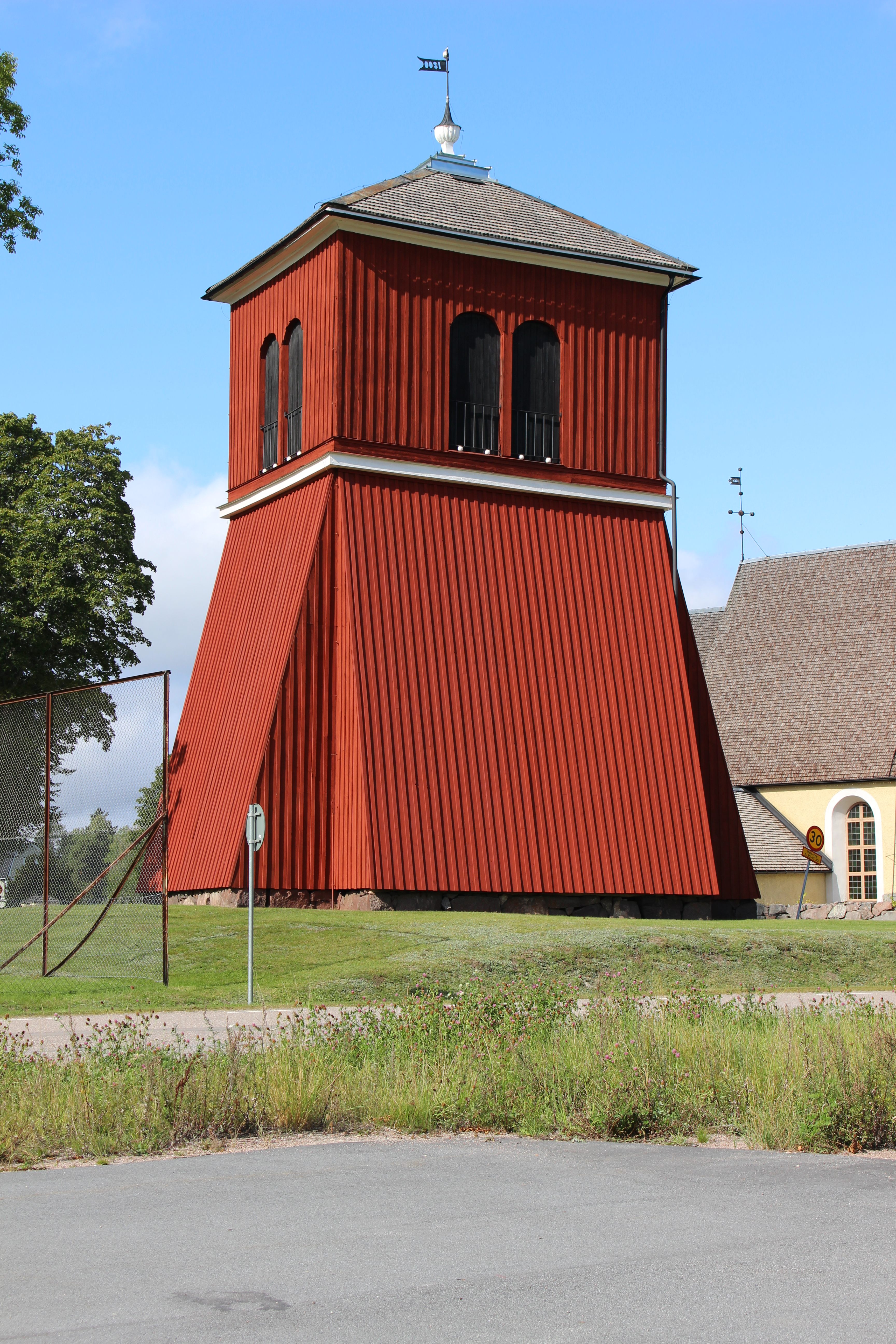
Klockstapel